# Cernădia, Gorj
Cernădia este un sat în comuna Baia de Fier din județul Gorj, Oltenia, România.

## Vezi și
- Biserica de lemn din Cernădia

 Acest articol despre o localitate din județul Gorj este deocamdată un ciot. Puteți ajuta Wikipedia prin completarea lui.